# Sandra Witelson
Sandra Freedman Witelson es una neurocientífica canadiense conocida por su análisis de muestras del cerebro de Albert Einstein, así como por explorar las diferencias anatómicas y funcionales relacionadas con el cerebro, las durezas y la orientación sexual masculina y femenina.  Ella y sus colegas mantienen la colección más grande del mundo de cerebros "cognitivamente normales" (con un número de 125 a partir de 2006) en la Universidad McMaster en Hamilton, Ontario.

## Investigación

### El cerebro de Albert Einstein

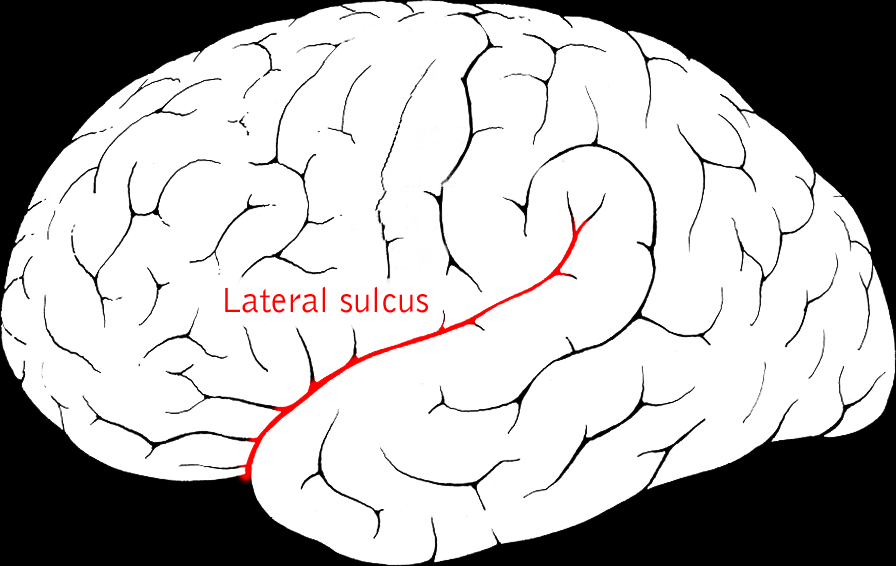
El surco lateral (fisura de Sylvian) en un cerebro normal. En el cerebro de Einstein, esto estaba truncado.

Witelson tomó posesión de tres partes del cerebro de Albert Einstein luego de ser contactada por el dr. Thomas Stoltz Harvey, patólogo del hospital donde murió Einstein. En 1955, él tomó el cerebro y, después de preservar, fotografiar y crear diapositivas del mismo, dio porciones limitadas para investigación. Años más tarde, después de escuchar sobre el banco de cerebros de Witelson, le envió un fax preguntándole si le gustaría estudiarlo, y ella le dijo que sí.
Su análisis, con un crédito a Harvey y su asistente de investigación, se publicó en un artículo de 1999 titulado "El cerebro excepcional de Albert Einstein".  En ella, afirmó que el cerebro tenía una región parietal inferior un 15% más ancha y un surco lateral más corto que el normal. Como el lóbulo parietal es el centro de la percepción y la navegación visoespaciales , y el surco más corto hubiera permitido que más del área estuviera físicamente conectada, propuso que esto podría haber permitido a Einstein una mayor funcionalidad en esta área. 

### Asimetría anatómica
En 1973, investigó la asimetría anatómica en los cerebros de los recién nacidos. Descubrió que la asimetría anatómica y funcional del cerebro está presente al nacer.

### Diferencias entre hombres y mujeres.
Publicó un documento en 1976 que detalla cómo los cerebros de los niños de seis años usan un solo hemisferio cuando leen, mientras que las niñas usan ambos lados del cerebro mientras realizan la misma tarea. También descubrió que los cerebros femeninos tenían un cuerpo calloso más grueso (el puente entre los hemisferios) y que el grosor estaba en la región de las habilidades lingüísticas. Un estudio diferente mostró que las mujeres tienen más células cerebrales que los hombres en la región lingüística. También señaló que la amígdala, que se vuelve más activa en tiempos de estrés negativo, señala más fuertemente a las áreas que controlan las habilidades motoras en los hombres, mientras que en las mujeres, señala más al hipotálamo, que controla funciones internas como la respiración y la frecuencia cardíaca.
Witelson realizó un estudio que evaluó la inteligencia relativa al tamaño del cerebro en 100 voluntarios neurológicamente normales, pero con enfermedades terminales, que aceptaron que sus cerebros se midieran después de su muerte, y obtuvieron una amplia información personal sobre ellos. Sus hallazgos fueron que, en general, a los cerebros más grandes les fue mejor. El tamaño del cerebro disminuyó con la edad en hombres mayores de 25 a 80 años, pero por razones desconocidas, la edad afectó mínimamente el tamaño del cerebro en las mujeres. La inteligencia verbal y espacial en las mujeres estaba relacionada con el tamaño del cerebro, pero en los hombres, la inteligencia verbal era mejor solo para diestros, probablemente debido a la asimetría del cerebro. La capacidad espacial en los hombres se mantuvo sin cambios en relación con el tamaño del cerebro.

### Orientación sexual
En otro estudio,  descubrió que el cuerpo calloso era más grueso en hombres homosexuales que en hombres heterosexuales. Aunque esa estructura, así como la amígdala, se forman tempranamnete, lo que indica un posible componente genético de la homosexualidad, dijo que la causalidad no puede ser asumida y aún debe investigarse.

## Vida personal
Witelson nació y se crio en Montreal, Quebec y reside en Hamilton, Ontario. Actualmente es profesora en el Departamento de Psiquiatría y Neurociencias del Comportamiento, en la Escuela de Medicina Michael G. DeGroote de la Universidad McMaster. Recibió su doctorado en la Universidad McGill.